# Ciutat de Luxemburg
Ciutat de Luxemburg (en luxemburguès: Stad Lëtzebuerg, en alemany: Stadt Luxemburg, en francès: Ville de Luxembourg) és la capital del Gran Ducat de Luxemburg, situada en el cantó homònim.

## Història
La ciutat de Luxemburg fou fundada pels voltants de l'any 963 amb la construcció d'un castell sobre els vestigis d'un antic castillum romà anomenat Lucilinburhuc (petit castell). El nou castell, propietat de Sigifred I, fou protegit immediatament amb un primer mur el 965. L'any 1050 un nou mur exterior paral·lel a l'anterior fou construït per protegir la ciutat en expansió.
El títol de Comtat de Luxemburg és utilitzat per primera vegada per Guillem I el 1096. En 1244 la duquessa Ermesinda I concedeix a la ciutat la carta de ciutat franca. El 1320 comencen nous treballs per a la fortificació de la ciutat sota el regne de Joan el Cec, treballs que foren acabats en 1398. El 1354 Luxemburg esdevingué ducat sota la regència de Wenceslau I.
Després que la ciutat fos conquerida per les tropes borgonyones dirigides per Felip el Bo, Luxemburg va entrar definitivament a l'esfera de les grans fortaleses europees, que li va valer el sobrenom de Gibraltar del Nord. Al trobar-se enclavada entre les grans potències de l'època va patir múltiples setges. El 1477, Luxemburg passa juntament amb totes les altres possessions burgundias a mans dels Habsburgs austríacs. El 1542, les tropes franceses sota el comandament de Francesc I s'apoderen de la fortalesa, que és reconquerida per l'imperi austríac el 1554. Després del setge de 1683-1684, les tropes franceses del Marquès de Vauban reconquereixen la fortalesa.
Entre 1684 i 1688, Vauban fa construir fortificacions de defensa. Després de la signatura del tractat de Ryswick, l'administració espanyola va gestir l'enclavament a partir del 1698, però va ser substituïda per la francesa tres anys més tard. Després del tractat d'Utrecht en 1713, els holandesos van substituir als francesos durant dos curts anys, abans que les tropes austríaques reprenguessin el control del ducat en 1715 per quedar-se amb ell durant vuitanta anys.

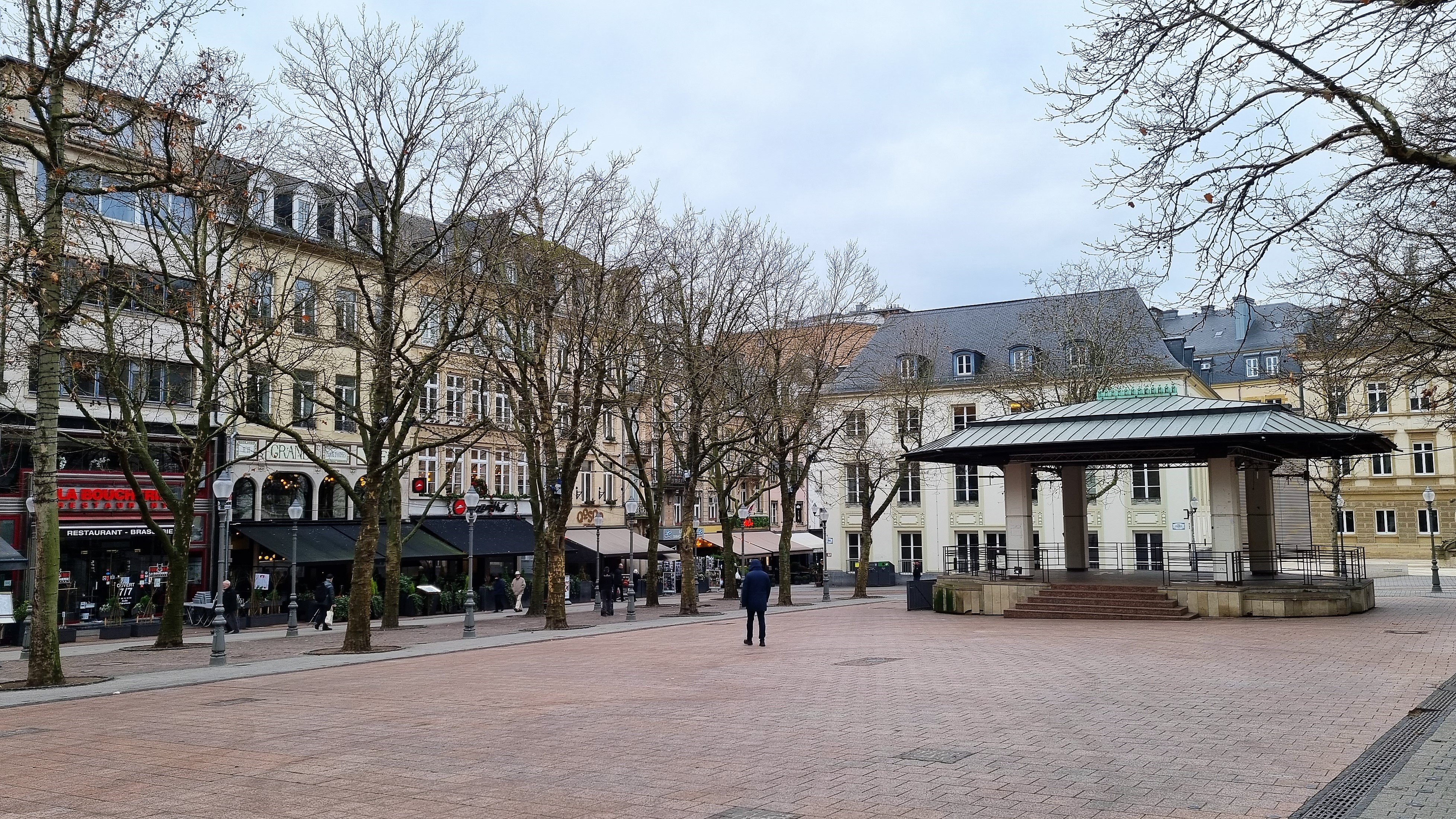
La Plaça d'Armes

El 1795, després d'onze mesos de setge i bloqueig francès, la ciutat es rendeix, per convertir-se en el Departament dels Bois, que fou incorporat a la República i més endavant a l'Imperi Francès. El 1815 la sobirania de Luxemburg va ser reconeguda al congrés de Viena, elevant-se el seu status al de Gran Ducat. A la conferència de Londres del 1867 Luxemburg es va declarat neutral. En temps moderns, la ciutat de Luxemburg ha estat envaïda durant les dues guerres mundials, la primera de 1914 a 1918 i la segona de 1940 a 1944. Des de la fi de la Segona Guerra Mundial, la ciutat no ha sofert cap altra invasió.

## Geografia

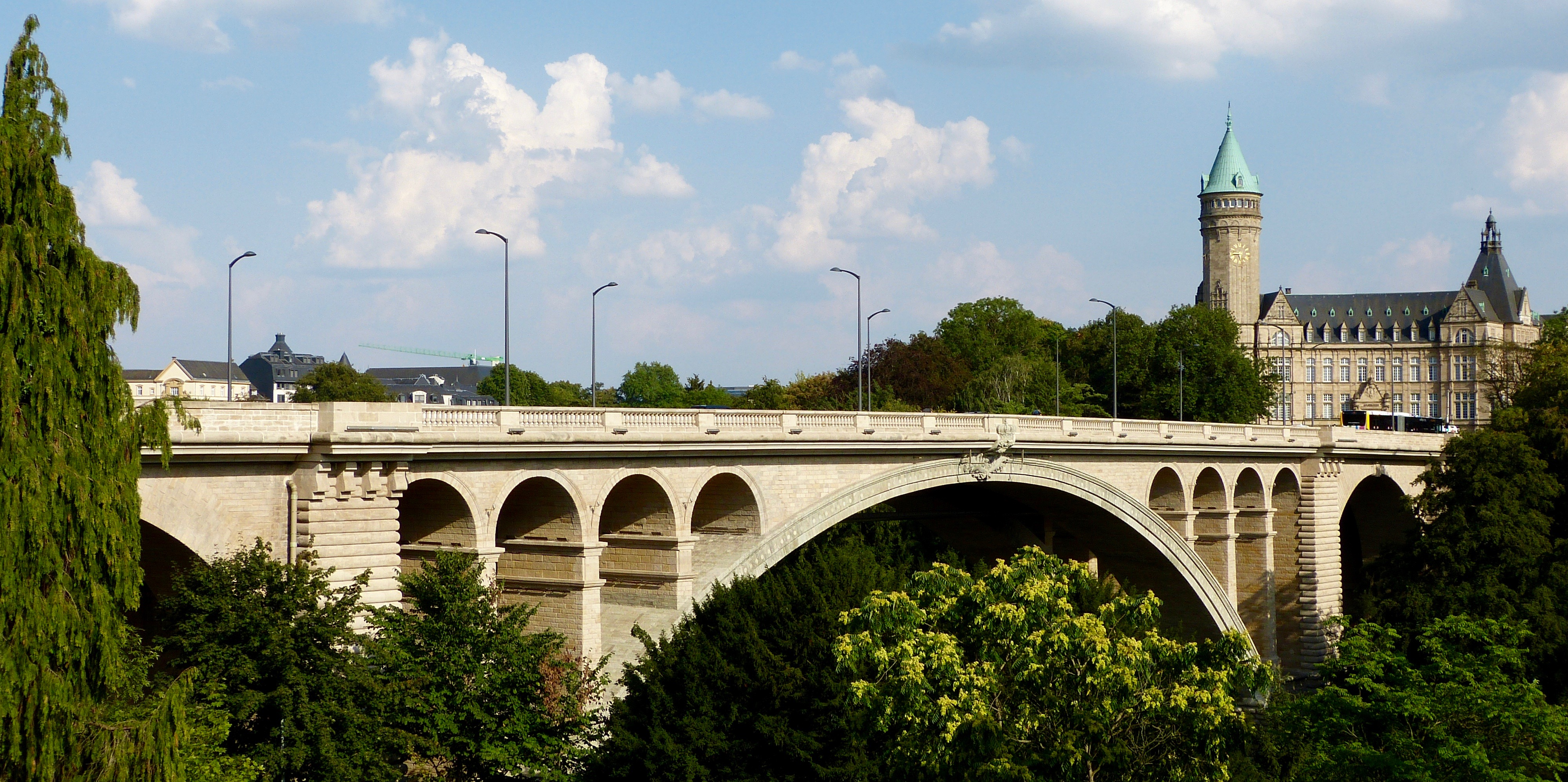
El pont Adolphe, sobre la vall de Péitruss.

La ciutat de Luxemburg està situada a l'encreuament dels rius Alzette i Pétrusse. La ciutat està dividida en vint-i-quatre barris: Beggen, Belair, Nord Bonnevoie-Verlorenkost, Sud Bonnevoie, Ville Haute, Cents, Cessange, Clausen, Dommeldange, Eich, Gare, Gasperich, Grund, Hamm, Hollerich, Kirchberg, Limpertsberg, Merl, Muhlenbach, Neudorf-Weimershof, Pfaffenthal, Pulvermuhl, Rollingergrund-Nord Belair i Weimerskirch.

## Capital Europea
Ciutat natal d'un dels fundadors de l'Europa unida, Robert Schuman, Luxemburg és una de les tres seus de la Unió Europea. La ciutat alberga algunes de les institucions més importants de la UE, entre elles es troben el Tribunal de Justícia de la Unió Europea, el Banc Europeu d'Inversions, el Tribunal de Comptes Europeu, el secretariat general del Parlament Europeu, l'ofici de publicacions, així com diferents serveis de la Comissió Europea.

## Economia

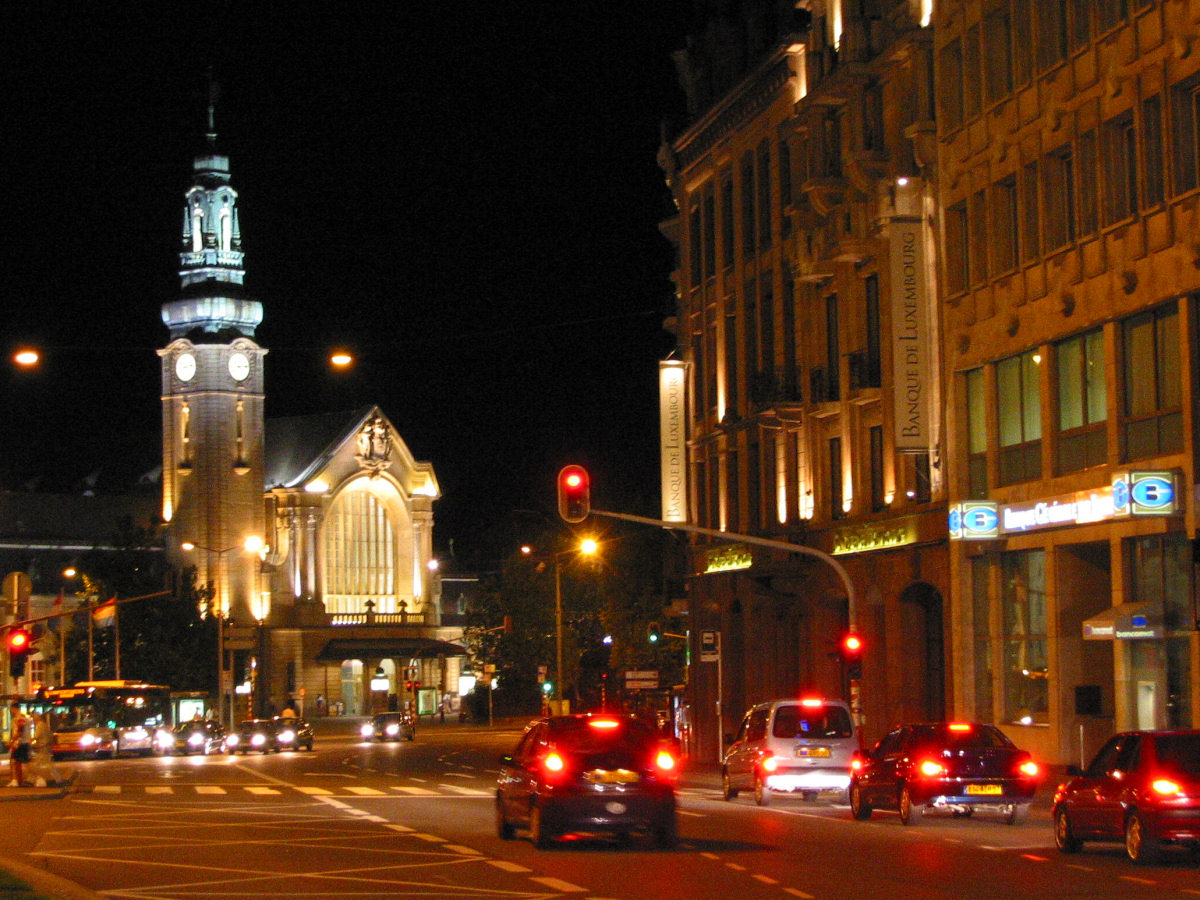
L'estació de nit.

Luxemburg és el principal centre bancari i administratiu del Gran Ducat. La ciutat compta amb uns cent mil ocupacions ocupats pels residents de la ciutat i per habitants d'altres ciutats frontereres. Luxemburg presenta a més una gran concentració de bancs i centres financers, que fan que el nivell de vida sigui alt, i que en l'actualitat la ciutat ostenti la cinquena posició de ciutats amb millor nivell de vida del món.

## Població
La ciutat es troba en un cicle expansiu des de fa dècades, però que s'ha accelerat a l'últim decenni. El 1991 tenia uns 75.377 habitants, el 2004 la seva població havia augmentat a 83.832 persones, i el gener del 2023 es comptabilitzaven ja 132.780 habitants, per a un total de 660.809 a tot el Gran Ducat. Una dada rellevant, comuna a països petits com Luxemburg o Mònaco, és que la població autòctona és minoritària. Menys d'un 40% dels habitants de la ciutat són luxemburguesos, mentre que més del 60% de la població és estrangera i procedeix de més de 143 països diferents. La colònia més representativa és la portuguesa amb un sisè de la població total de la ciutat. Altres colònies en ordre d'importància demogràfica són: francesos, italians, belgues, alemanys, anglesos, espanyols, iugoslaus i suecs.
A més, la ciutat rep cada dia un flux molt important d'entrades i sortides laborals des d'Alemanya i França, sobretot relacionades amb el sector serveis, bàsicament banca, assessoria legal i treballs relacionats amb la Unió Europea.

## Llocs d'interès
Els llocs d'interès de la ciutat inclouen la Catedral de la Mare de Déu de Luxemburg, les fortificacions de l'edat mitjana, el Palau Gran Ducal, la Plaça d'Armes, ajuntament de la ciutat, entre algunes altres construccions. També destaca l'anomenat Parc de la Ville o Parc Municipal de Ciutat de Luxemburg, un jardí públic urbà de 20 hectàrees situat al situat al bell mig de la ciutat dissenyat pel situat al bell mig de la ciutat dissenyat per l'arquitecte, paisatgista i botànic francès Edouart André.

## Curiositats
- Els barris antics així com les fortaleses de la ciutat, van ser declarats Patrimoni de la Humanitat per la UNESCO en 1994.
- Luxemburg forma part de l'Organització de les Ciutats del Patrimoni Mundial.
- La ciutat de Luxemburg va ser Capital Europea de la Cultura en 1995 i el 2007.
- La ciutat ha allotjat el Festival d'Eurovisió quatre cops, en 1962, 1966, 1973 i 1984.